# Lake Pontchartrain Causeway
De Lake Pontchartrain Causeway ten noorden van New Orleans (Louisiana, Verenigde Staten) is met zijn lengte van 38.422 meter de op een na langste zeebrug ter wereld. Over de brug loopt een autosnelweg. De brug ligt over het Pontchartrainmeer en verbindt Metairie, een voorstad van New Orleans, met Covington. Aan de zuidoever begint de brug in Jefferson Parish en aan de noordoever in St. Tammany Parish.
De brug werd gebouwd door de Louisiana Bridge Company, bestaande uit Brown & Root en de T.L. James Company. Het is een balkenbrug uit voorgespannen beton met spanwijdten van 17 meter. De brug wordt ondersteund door 9000 betonnen pijlers. In feite bestaat ze uit twee parallelle delen die 24 meter uit elkaar liggen. Het westelijke deel is geopend in 1956 en het oostelijke deel in 1969. Elk deel bevat twee rijstroken voor het autoverkeer. Er zijn zeven punten waar het verkeer in noodgevallen van brugdeel kan wisselen. Bij Mijl 16 kan de brug geopend worden voor het scheepsverkeer door middel van een basculebrug.
Van 29 augustus tot en met 14 oktober 2005 was de brug afgesloten als gevolg van orkaan Katrina. Voor die tijd had de brug een etmaalintensiteit op werkdagen van 30.000 motorvoertuigen met een maximale intensiteit in de spits van 3500 motorvoertuigen per uur. Bij de opening in 1956 werden slechts 3000 motorvoertuigen per dag geteld. Tot 1995 was het tolgeld voor beide richtingen $1, later $1,50 en tegenwoordig wordt alleen voor de richting noord-zuid $3 tolgeld gerekend.

## Foto's

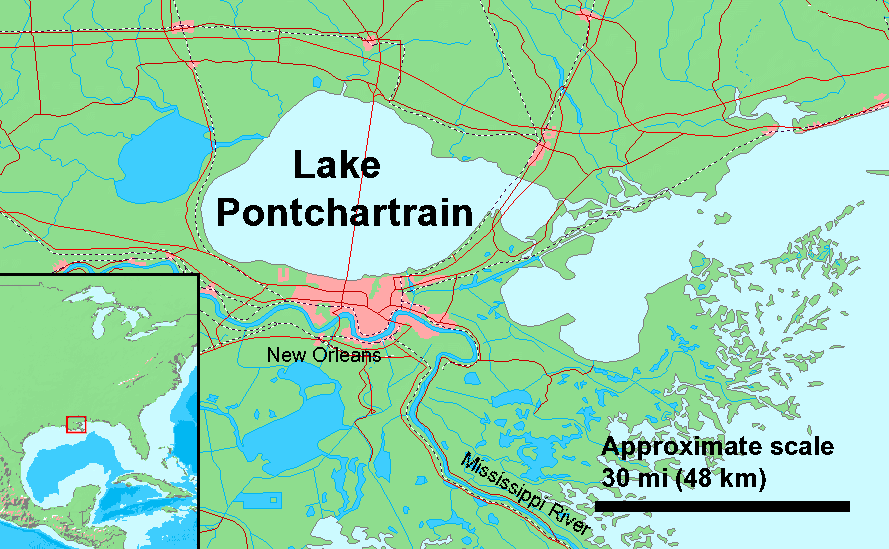
Locatie
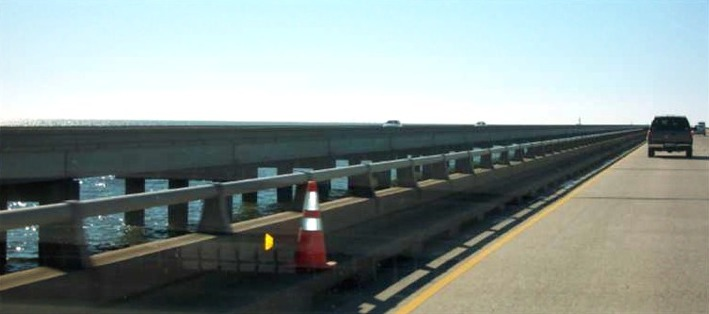
Richting zuid
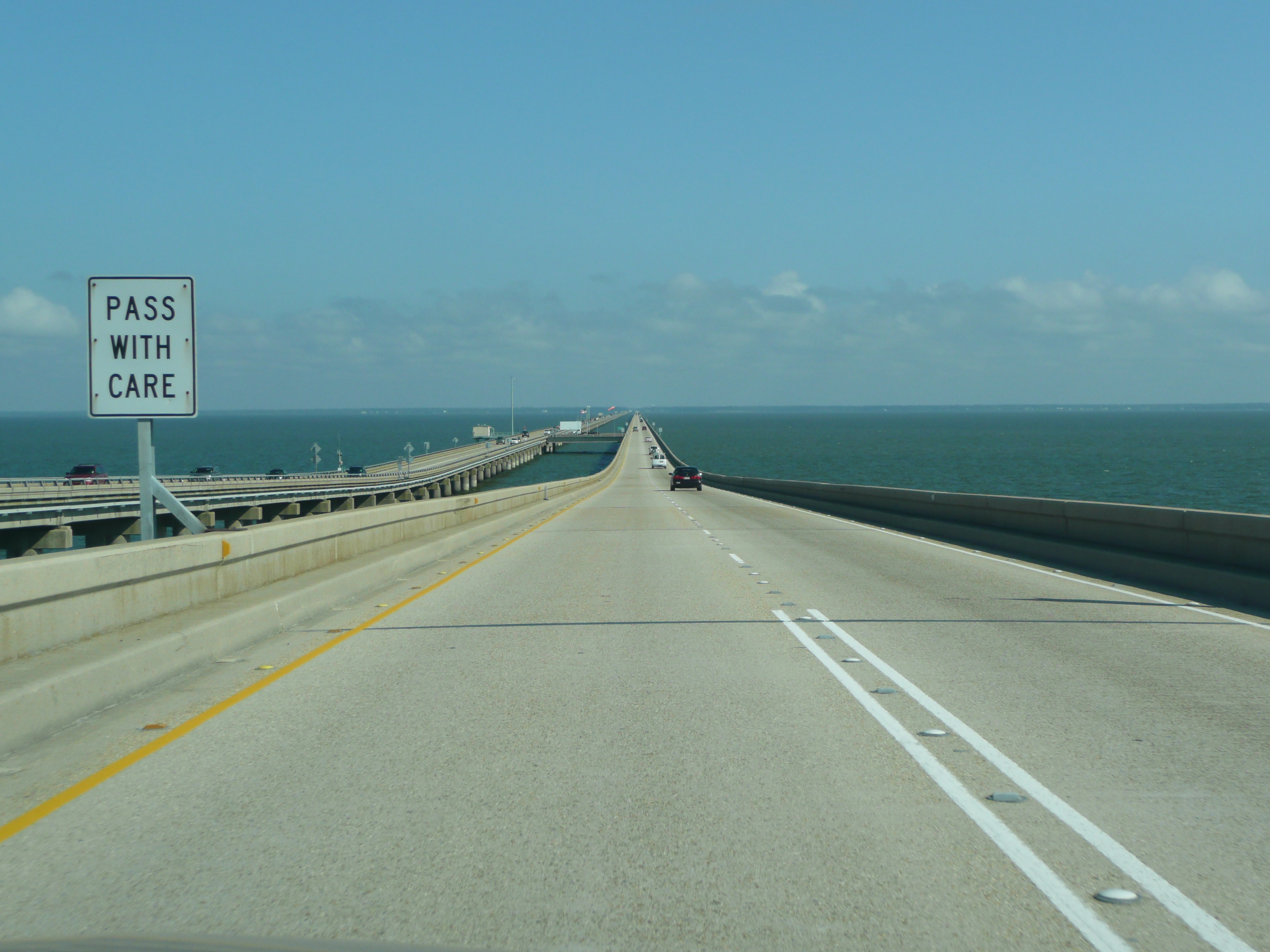
Richting noord